# Лук'янов Роман Іванович
Рома́н Іва́нович Лук'я́нов (нар. 11 квітня 1977, Дніпропетровськ, УРСР, СРСР) — український актор театру та кіно.

## Життєпис
Роман Лук'янов народився 11 квітня 1977 року у м. Дніпропетровськ. Отримав свою першу освіту економіста у 2003 році.
У 2010 закінчив Київський національний університет культури і мистецтв як «Актор драматичного театру і кіно».
У 2007 році Роман Лук'янов знявся у своєму першому кінофільмі «Нічна зміна» режисера Анатолія Матешка, але фільм не було завершено.
У 2009—2010 роки працював актором в театрі «Золоті ворота» у Києві. 
У 2010—2013 роки — актор Дніпропетровського академічного театру драми і комедії.

## Особисте життя
Роман Лук'янов одружений. Має двоє дітей доньку Ніку та сина Богдана.

## Театральні роботи
| Рік  | Постановка                   | Роль           | Театр                                          | Дж.   |
| ---- | ---------------------------- | -------------- | ---------------------------------------------- | ----- |
| 2010 | Собор паризької богоматері   | Феб Де Шатопер | Дніпровський академічний театр драми і комедії | [ 3 ] |
| 2010 | Калігула                     | Гелікон        | Театр «Золоті ворота»                          | [ 3 ] |
| 2011 | Маленькі історії про кохання | Наречений      | Театр «Золоті ворота»                          | [ 3 ] |

## Фільмографія[4]
| Рік        | Назва                             | Роль                               | Примітка                                             |
| ---------- | --------------------------------- | ---------------------------------- | ---------------------------------------------------- |
| 2007       | Колишня                           | Власник казино                     |                                                      |
| 2008       | Нічна зміна                       | Репортер на пристані               | Не був завершений                                    |
| 2008       | Рідні люди                        | Людина в переході                  |                                                      |
| 2009       | Повернення Мухтара                | Міліціонер                         | Епізод: «Злодюжки на потік» (5-й сезон, 27-я серія)  |
| 2009       | Доярка з Хацапетівки. Виклик долі | епізодична роль                    |                                                      |
| 2009       | По закону                         | Відвідувач                         | Епізод: «Наркозалежність» (29-я серія)               |
| 2009       | За загадкових обставин            | медбрат                            |                                                      |
| 2009       | Контракт                          | епізодична роль                    | художній фільм                                       |
| 2010       | 1942                              | Партизан                           |                                                      |
| 2010       | Брат за брата                     | Крот                               |                                                      |
| 2010       | Повернення Мухтара                | Новосильцев                        | Епізод: «Викрадач музею» (6-й сезон, 72-я серія)     |
| 2010       | Маршрут милосердия                | Данило                             |                                                      |
| 2010       | Сусіди                            | Бандит                             |                                                      |
| 2010       | Тільки кохання                    | Міліціонер                         |                                                      |
| 2011       | Заграва                           | омоновец                           | художній фільм                                       |
| 2012       | Матч                              | епізодична роль                    | художній фільм                                       |
| 2010 —2013 | Єфросинія                         | Охоронець Мартинова                | Немає в титрах                                       |
| 2011       | Повернення Мухтара                | Браток                             | Епізод: «Попутний вантаж» (7-й сезон, 32-я серія)    |
| 2011       | Повернення Мухтара                | Влад (пацієнт лікарні)             | Епізод: «Лікарська таємниця» (7-й сезон, 37-я серія) |
| 2011       | Ластівчине гніздо                 | Андрій (міліціонер)                |                                                      |
| 2011       | Вільна енергія Тесли}             | батько Тесли                       | Документальний телефільм                             |
| 2011 —2012 | Я прийду сама                     |                                    |                                                      |
| 2012       | Повернення Мухтара                | Трухин                             | Епізод: «З доставкою додому» (8-й сезон, 9-я серія)  |
| 2012       | Повернення Мухтара                | Туз                                | Епізод: «Операція Сауна» (8-й сезон, 23-тя серія)    |
| 2012       | Генеральська невістка             | епізодична роль                    |                                                      |
| 2012       | Джамайка                          | епізодична роль                    |                                                      |
| 2012       | Дорога в порожнечу                | Вовчик (бандит)                    |                                                      |
| 2012       | Спокута                           | Водій                              | Телефільм                                            |
| 2012       | СБУ. Спецоперація                 | Микола                             |                                                      |
| 2012       | Пристрастрасті за Чапаєм          | епізодична роль                    |                                                      |
| 2012 —2013 | Свати                             | Владлен Едуардович директор СТО    | 6-й сезон                                            |
| 2013       | Пастка                            | Слідчий                            |                                                      |
| 2013       | Спецзагін «Шторм»                 | Сахновський                        |                                                      |
| 2013       | Чорні кішки                       | Борис Рогов (майор)                | Головна роль                                         |
| 2014       | Білі вовки                        | Водій вантажівки                   | (немає в титрах)                                     |
| 2014       | Курортна поліція                  | Віктор Буйков                      |                                                      |
| 2014       | Особиста справа                   | Володимир Котов (альпініст)        |                                                      |
| 2014       | Пляж                              | Рябко                              | 2 епізоди (7-ма та 8-ма серії)                       |
| 2014       | Син за батька                     | Слава (митник)                     |                                                      |
| 2014       | Впізнай мене, якщо зможеш         | Міша (охоронець)                   |                                                      |
| 2015       | Відділ 44                         | Павло Гумпало (охоронець банку)    | Епізод: «Банк-привид» (1-й сезон, 37-ма серія)       |
| 2015       | Пес                               | Товстун                            | Епізод: «Повія» (1-й сезон, 8-я серія)               |
| 2015       | Вирок ідеальної пари              |                                    |                                                      |
| 2015 —2016 | Володимирська, 15                 | Чьорний                            |                                                      |
| 2016       | Команда                           | Сидорчук                           |                                                      |
| 2016       | Між коханням та ненавистю         | Славік                             |                                                      |
| 2016       | Листи з минулого                  |                                    |                                                      |
| 2016       | Поганий хороший коп               | Продавець                          | Епізод: 2 серія                                      |
| 2016 —2018 | Черговий лікар                    | Сергій                             |                                                      |
| 2017       | Зустрічна смуга                   | Шеф                                |                                                      |
| 2017       | Дівчина з персиками               | Тракторист                         |                                                      |
| 2017       | Лікар Ковальчук                   | Федір                              |                                                      |
| 2017       | Жіночий лікар                     | Микола                             | Епізод (3-й сезон)                                   |
| 2017       | Біле-чорне                        | Переслідувач Ніки (немає у титрах) |                                                      |
| 2017       | Мій найкращий ворог               | Слон                               | Головна роль                                         |
| 2017       | Ноти кохання                      | Шофер                              |                                                      |
| 2017       | Вікно життя                       | Сергій                             | Епізод (2-й сезон)                                   |
| 2017       | Життя на межі                     | Вадим                              | Епізод (1-й сезон, 14-та серія)                      |
| 2018—2019  | Школа                             | Кирило                             | Головна роль                                         |
| 2018       | Голос з минулого                  | Лікар швидкої                      |                                                      |
| 2018       | Опер за викликом                  | Підполковник                       | Епізод: «Криваві алмази» (2-й сезон, 26-та серія)    |
| 2018       | Пес                               | Патрульний                         | Епізод: «Рокіровка» (4-й сезон 19-я серія)           |
| 2019       | Пошта                             | Сергій Іванович Перепелиця         |                                                      |